# Teratosphaeria bellula
Teratosphaeria bellula är en svampart som först beskrevs av Crous & M.J. Wingf., och fick sitt nu gällande namn av Crous & U. Braun 2007. Teratosphaeria bellula ingår i släktet Teratosphaeria och familjen Teratosphaeriaceae.   Inga underarter finns listade i Catalogue of Life.